# Can't Stop (Red Hot Chili Peppers-låt)
"Can't Stop" är en låt av det amerikanska rockbandet Red Hot Chili Peppers, från bandets åttonde studioalbum By the Way. Den 17 januari 2003 släpptes låten som tredje singel från albumet. Låten nådde plats 57 på den amerikanska Billboardlistan och plats 40 på Storbritanniens singellista.

## Låtlista

### CD singel 1
1. "Can't Stop" - 4:29
2. "If You Have to Ask" (live)
3. "Christchurch Fireworks Music" (live) - 5:42

### CD singel 2
1. "Can't Stop" - 4:29
2. "Right on Time"
3. "Nothing to Lose" - 12:58

### CD singel 3
1. "Can't Stop" - 4:29
2. "Christchurch Fireworks Music" (live) - 5:42

### Vinylsingel
1. "Can't Stop" - 4:29
2. "Christchurch Fireworks Music" (live) - 5:42